# Carl Gustaf Strömsköld
Carl Gustaf Strömsköld, född 13 oktober 1715 i Sibirien, död 24 september 1770 på överstebostället Forstena i Västra Tunhems socken, var en svensk militär.

## Biografi
Carl Gustaf Strömsköld var son till major Anders Strömsköld och Maria Jernstedt. Han blev page vid hovet 1726, volontär vid fortifikationen 1732 och erhöll avsked från hovet samma år med fänriks namn, heder och värdighet och med tillstånd att gå i utrikes tjänst. Strömsköld tjänstgjorde först som kornett och sedan som löjtnant vid Stanislai dragonregemente och deltog i belägringen av Danzig 1734 där han efter stadens kapitulation blev rysk fånge, men återkom till Sverige 1735. Han erhöll 1735 fänriks indelning vid Västgöta-Dals regemente, blev löjtnant 1742, kommenderades under sjöexpeditionen 1742 på galärerna och deltog i 1742 och 1743 års fälttåg i Finland. Strömsköld blev regementskvartermästare 1746, erhöll kaptens indelning 1747, blev premiärmajor 1753 och beordrades tillsammans med sitt regemente till Pommern 1757. Han blev krigsfånge vid Anklams kapitulation i januari men överskickades kort därefter till Sverige. Strömsköld blev överstelöjtnant 1760, var vice landshövding i Älvsborgs län 1763–1764, transporterades som överstelöjtnant till Jämtlands regemente 1769 och blev överstelöjtnant vid Skaraborgs regemente samma år. Strömsköld var överste och chef för Jämtlands dragonregemente 1769 och för Västgöta-Dals regemente 1769–1770. Han avled barnlös och hans adliga ätt utslocknade med honom.